# 果てしなき決闘
『果てしなき決闘』(はてしなきけっとう、Duel Personality)は、1966年に公開された『トムとジェリー』の作品の一つ。

## 概要
チャック・ジョーンズが監督した本作はトムが勝利した数少ない話である。

## 内容
広い豪華な屋敷でトムとジェリーはいつものように追いかけっこ。しかし、一方的に追いかけ回すトムを突如ジェリーが制する。そして、お互いに果たし状を送りつけ、正当な「決闘」を行うこととなった。
戦いの舞台は屋外へ切り替わり、早速トムvsジェリーの決闘が始まる。両者等しく拳銃、剣、弓矢、大砲、スリングショットなど武器を携え決着を付けようとするも、メチャクチャな展開が続くのみでいずれも引き分けに終わる。
結局、2人の喧嘩は元通り屋敷での追いかけっこに戻ってしまう。再びジェリーが同じように決闘を申し込むが、正々堂々たる戦いなどに意欲を失ったトムは果たし状を破り捨てた上に叩き返す。ジェリーは結局、トムに手袋で叩かれながら追い掛け回される羽目になるのであった。

## 登場キャラクター
トム
いつものようにジェリーを追いかけるも負けてばかりで、ジェリーに決闘を申し込む。様々な武器を駆使してジェリーと真っ向勝負するも進展がなく、最後は決闘を申し込んできたジェリーを追いかける。
ジェリー
トムから決闘を申し込まれ真っ向勝負するが進展せず、やがて自ら決闘をトムに申し込む。だがそれはトムに退けられ、結局トムに追いかけられてしまう。